# Nimbadon

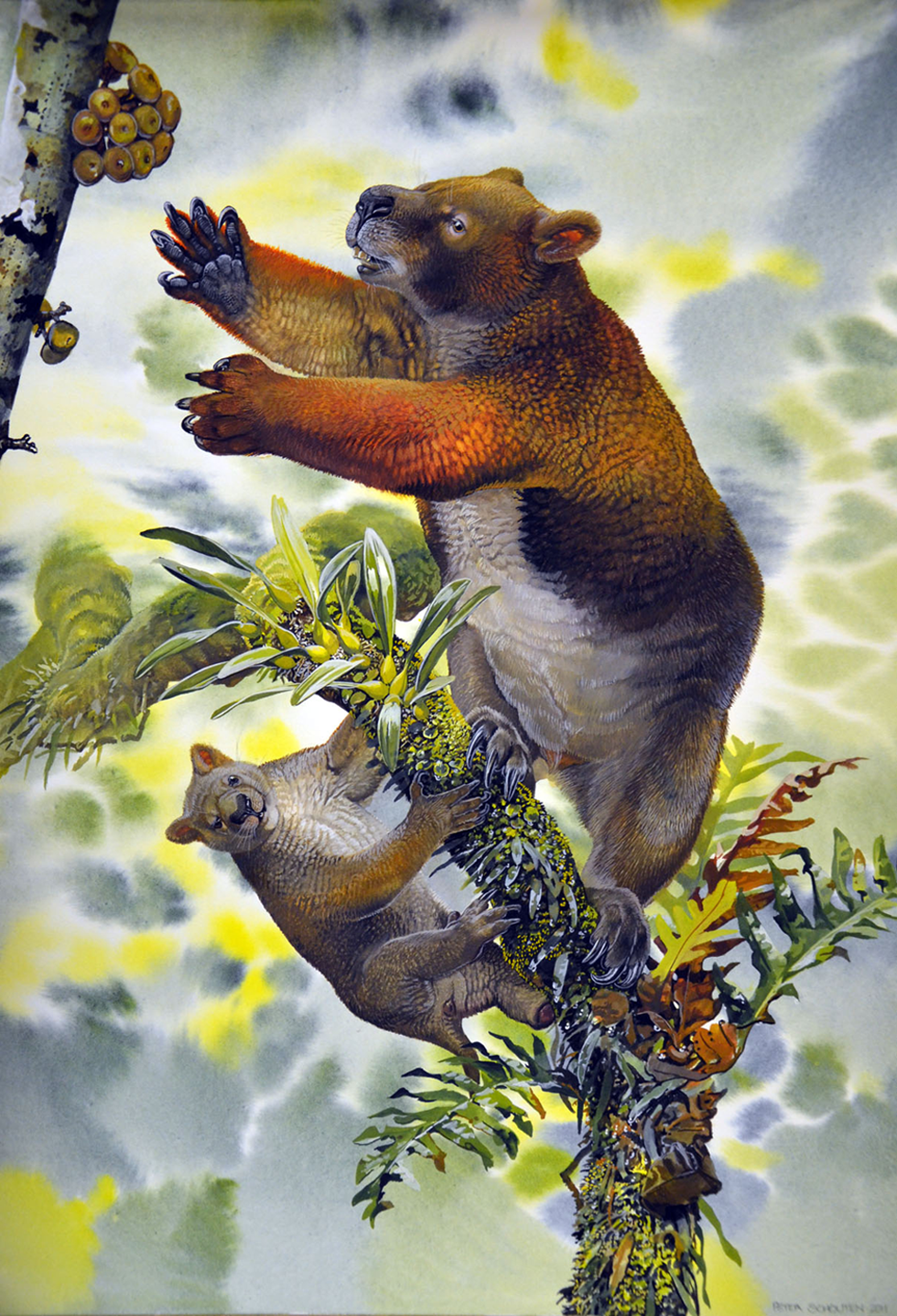
N. lavarackorum mãe com juvenil (reconstrução).

Nimbadon é um gênero extinto de marsupiais da família Diprotodontidae. Três espécies são descritas para o gênero, todas datadas do Mioceno da Austrália.